# 私 結婚できないんじゃなくて、しないんです
『私 結婚できないんじゃなくて、しないんです』（わたし けっこんできないんじゃなくて、しないんです）は、水野敬也著作の『スパルタ婚活塾』を原案に、TBSテレビ系「金曜ドラマ」にて2016年4月15日から6月17日まで放送されたテレビドラマである。主演は中谷美紀。報道などでは「できしな」の略称が使われている。

## あらすじ
“上から目線”のアラフォーヒロインが、女友達と訪れた割烹料理店で超毒舌な店主から自分が恋愛弱者に陥っているという現実を突きつけられたことから動き出していくラブコメディー。

## キャスト

### 主要人物
橘みやび〈39〉
演 - 中谷美紀（高校時代：松井珠理奈）
青山美容皮フ科クリニックを開業した美容皮膚科医であり、院長を務めている。独身。彼氏がおらず、高校時代に片想いだった桜井への想いを引きずっているものの、高校の同窓会をきっかけに婚活・恋愛活動に励むことになる。現役で医学部に合格したが第一志望には不合格だった。高校では帰宅部で放課後は塾へ直行していた。和食割烹、「とくら」の店主に婚活の術を伝授してもらう。美人・高学歴・高収入だがそれが三重苦となり結婚を難しくしていると指摘される。愛犬には何でも話せる。漫画が好きで部屋に漫画が沢山ある。オフでは眼鏡にだんごヘア、オーバーオールとパーカーが定番。
十倉誠司 〈42〉
演 - 藤木直人
和食割烹「とくら」の店主で、料理人。「とくら」で女子会をしていたみやびたちの態度に毒舌で苦言を呈したことがきっかけで、みやびに辛口な恋愛指南役となる。プライベートでは妻と娘と別居状態で、妻は他の男性との再婚が決まっていた。何度も復縁を試みるが、結局上手く行かずじまいだった。
桜井洋介 〈39〉
演 - 徳井義実（チュートリアル）（高校時代：健太郎）
日比谷第一高校でのみやびの同級生であり、みやびが高校時代に想いを寄せていた相手。独身。現在は商社マンでエネルギー部門にて地熱発電事業を担当している。
橋本諒太郎〈26〉
演 - 瀬戸康史
青山皮フ科クリニックにランチを届けるデリバリー屋。みやびに好意はあるものの、年下で相手にされていない。
野村梨花〈24〉
演 - 大政絢
ナース。みやびより年下ながら、婚活の経験はみやびよりも豊富。
橘昭子〈62〉
演 - 夏木マリ
みやびの母。娘を誇りに思っているが未だ結婚が決まらないことを心配している。

### 青山美容皮フ科クリニック
前原玲奈〈25〉
演 - 平田薫
受付事務。交際している和久井が司法浪人でギャンブル好きだったが、妊娠が発覚したことにより和久井が仕事に就き結婚。
谷岡妙子〈23〉
演 - 緑友利恵
受付。
三好こず恵〈28〉
演 - ちすん
ナース。

### 独身グルメ女子会
高津佳子〈44〉
演 - マルシア
みやびと月1回の独身グルメ女子会をやっているメンバーの一人。広告代理店勤務。
山本望海〈42〉
演 - 蘭寿とむ
独身グルメ女子会メンバー。ファイナンシャルプランナー。

### 日比谷第一高等学校 48期生
伊藤優里〈39〉
演 - 平岩紙（高校時代：東李苑）
みやび・桜井の同級生であり、みやびとは親友。旧姓は大曾根。既婚で2人の子供がいる。
池田友則〈39〉
演 - 音尾琢真
みやび・桜井の同級生であり、桜井と仲がよい。現在は営業マン。独身。
長谷川宏太〈39〉
演 - 迫田孝也
みやび・桜井の同級生であり、桜井とはバスケ部の仲間だった。既婚。
箕輪美千代〈39〉
演 - 粟田麗（高校時代：中村里帆）
みやび・桜井の同級生。既婚。

### 十倉の関係者
久保幹太〈29〉
演 - 森田甘路
「とくら」の従業員。
入江千波〈38〉
演 - 長谷川京子（友情出演、第4 - 8話）
十倉の元妻であり、フラワーアレンジメントの仕事をしている。十倉にとって天敵のような存在。他の男性との結婚話が浮上。十倉とは結局離婚。
入江千花
演 - 横溝菜帆（第5 - 8話）
十倉と千波の娘。

### みやびを取り巻く男性たち
石田淳史
演 - 鈴木浩介（第2 - 3話）
梨花と参加した趣味活のクライミングイベントで出会うがみやびと破局。美人で高収入だから余計男性が近付かないと指摘する。
津山剛士
演 - 井上芳雄（第2話）
梨花と参加した婚活パーティーに参加していた医師。

### 桜井の関係者
大場光夫
演 - 山崎銀之丞（第2話 - ）
桜井の務める会社の先輩社員。
佐伯エリ〈21〉
演 - 松井愛莉（第3 - 7話）
桜井がインドネシア駐在時代に現地で知り合う。桜井と別れた後、現地で知り合った男性・ケントとの間に子どもを身ごもるが、その事実を隠したまま来日して桜井の元に転がり込む。その後、ケントが迎えにきたことから一緒にインドネシアに戻る。
杉野由香里
演 - 田中美佐子（特別出演、第9 - 最終話）
桜井の姉。既婚。
杉野晴斗
演 - 横山歩（第9 - 最終話）
由香里の息子。
桜井の母
演 - 長谷川稀世（第9話）

### その他
結婚相談所の職員
演 - 村上知子（第1話）
みやびが訪れた結婚相談所で、ひたすらみやびの恋愛や結婚の愚痴を聞かされる職員。
お弁当屋のおばちゃん
演 - 竹内都子（第2話）
十倉がランニングコースで知り合ったお弁当屋さん。
婚活パーティーの責任者
演 - 久世星佳（第2話）
みやび・梨花が参加した婚活パーティーの責任者。
石田の母
演 - 大島蓉子（第3話）
中華街での4者面談で、みやびの母と意気統合する。
合コン相手
演 - ニューヨーク（第4話）
梨花が婚活で知り合った相手とセッティングした合コンに参加した男。
大木
演 - 林泰文（第7 - 8話）
千波の仕事仲間。娘のバレエの発表会で十倉と遭遇した。
和久井
演 - 蒼山真人（第9話）
玲奈の彼氏。司法浪人をしていたが、合格し玲奈と結婚。

## スタッフ
- 原案 - 水野敬也『スパルタ婚活塾』（文響社刊）
- 脚本 - 金子ありさ
- 音楽 = 得田真裕
- プロデュース - 新井順子
- 演出 - 塚原あゆ子、坪井敏雄、阿南昭宏
- 主題歌 - いきものがかり「Sweet! Sweet! Music!」（Epic Records Japan）[4]
- 挿入歌
  - 松任谷由実「春よ、来い」（東芝EMI、第1話）
  - スピッツ「空も飛べるはず」（ポリドール、第2話）
  - プリンセス プリンセス「M」（ソニー・ミュージックレコーズ、第3話）
  - Mr.Children「抱きしめたい」（トイズファクトリー、第4話）
  - サザンオールスターズ「涙のキッス」（タイシタレーベル、第5話）
  - 井上陽水「少年時代」（FLME、第6話）
  - 今井美樹「PIECE OF MY WISH」（FLME、第7話）
  - 中山美穂&WANDS「世界中の誰よりきっと」（キングレコード、第8話）
  - DREAMS COME TRUE「すき」（エピックレコードジャパン、第9話）
  - 荒井由実「卒業写真」（ALFA/EXPRESS、最終話）
- 製作 - ドリマックス・TBS

## 評価
2021年に行われ、300人が投票に参加した「恋愛術が学べるドラマランキング」では、失恋ショコラティエや花より男子シリーズを凌ぎ2位を獲得した。

## 放送日程
| 各話                                                         | 放送日  | サブタイトル                       | 演出       | 視聴率 |
| ------------------------------------------------------------ | ------- | ---------------------------------- | ---------- | ------ |
| 第1話                                                        | 4月15日 | スパルタ恋愛術で幸せをつかみ取る！ | 塚原あゆ子 | 10.3%  |
| 第2話                                                        | 4月22日 | 男を虜にする秘策                   | 塚原あゆ子 | 10.3%  |
| 第3話                                                        | 4月29日 | 逆に楽しいデート                   | 坪井敏雄   | 08.2%  |
| 第4話                                                        | 5月06日 | おさわりを極めよ                   | 坪井敏雄   | 07.4%  |
| 第5話                                                        | 5月13日 | 甘い果実になれ!                    | 塚原あゆ子 | 10.3%  |
| 第6話                                                        | 5月20日 | 足長おじさん作戦                   | 塚原あゆ子 | 08.7%  |
| 第7話                                                        | 5月27日 | 年下男と結婚する                   | 坪井敏雄   | 09.5%  |
| 第8話                                                        | 6月03日 | モテキ到来!?                       | 阿南昭宏   | 08.1%  |
| 第9話                                                        | 6月10日 | 小悪魔からリラックマへ変身!?       | 塚原あゆ子 | 08.1%  |
| 最終話                                                       | 6月17日 | 私が選んだ男!                      | 塚原あゆ子 | 09.0%  |
| 平均視聴率9.0%（視聴率はビデオリサーチ調べ、関東地区・世帯） |         |                                    |            |        |

## 関連商品
DVD-BOX
2016年7月27日発売、TCエンタテインメント、全6枚組（本編5枚、特典1枚）、JAN 4562474174596